# Simple (sumikaの曲)
『Simple』(シンプル)は、sumikaの楽曲。デジタルシングルとして2022年5月11日にリリースされた。

## 概要
前作『SOUND VILLAGE』から約5か月ぶりとなるリリース。
クラレ企業CMソングとして書き下ろされた。疾走感のある四つ打ちサウンドが特徴的な楽曲である。
同年4月26日放送の『SCHOOL OF LOCK!』内の番組「sumika LOCKS!」内でフルサイズが初解禁された。5月24日20時に自身の公式YouTubeにてミュージックビデオがプレミア公開された。